# محمد رزق شهاب
محمد رزق شهاب (بالإندونيسية: Muhammad Rizieq Shihab)‏ قائد سياسي وعالم دين والمؤسس لمنظمة الجبهة الدفاعية الإسلامية. وهو شخصية إسلامية معروفة في إندونيسيا ولديه الملايين من الأتباع.

## نسبه
محمد رزق بن حسين بن محمد بن حسين بن عبد الله بن حسين بن محمد بن شيخ بن محمد بن علي بن محمد بن أحمد شهاب الدين الأصغر بن عبد الرحمن القاضي بن أحمد شهاب الدين الأكبر بن عبد الرحمن بن علي بن أبي بكر السكران بن عبد الرحمن السقاف بن محمد مولى الدويلة بن علي بن علوي الغيور بن الفقيه المقدم محمد بن علي بن محمد صاحب مرباط بن علي خالع قسم بن علوي بن محمد بن علوي بن عبيد الله بن أحمد المهاجر بن عيسى بن محمد النقيب بن علي العريضي بن جعفر الصادق بن محمد الباقر بن علي زين العابدين بن الحسين السبط بن علي بن أبي طالب، وعلي زوج فاطمة بنت محمد ﷺ.
فهو الحفيد 37 لرسول الله محمد ﷺ في سلسلة نسبه.

## مولده ونشأته
ولد في جاكرتا بإندونيسيا في الرابع والعشرين من أغسطس سنة 1965. والده حسين شهاب أحد مؤسسي حركة المرشدين العرب الإندونيسيين. توفي والده وهو ابن إحدى عشر شهرا، فتلقى رعايته من والدته سيدة العطاس، والتحق بمدارس جاكرتا وأكمل تعليمه الأساسي بها، وواصل دراسته الثانوية بمدينة تانقيرانغ وتخرج بها سنة 1982.

## تعليمه
ثم التحق بمعهد العلوم الإسلامية والعربية في جاكرتا لمدة عام حصل منه على منحة دراسية لمواصلة تعليمه بالمملكة العربية السعودية في جامعة الملك سعود بالرياض. تخصص في قسم الدراسات الإسلامية مسار الفقه وأصوله من كلية التربية وحصل على درجة البكالوريوس بامتياز مع مرتبة الشرف عام 1990. وقد عاش في المملكة العربية السعودية في هذه الفترة ما يقارب ثمان سنوات، عاد بعدها إلى إندونيسيا عام 1992. ثم واصل دراسته الجامعية في ماليزيا وحصل على درجة الماجستير سنة 2008 من الجامعة الإسلامية العالمية. وفي سنة 2012 تم قبوله لدراسة الدكتوراه بجامعة العلوم الإسلامية الماليزية تحت إشراف الدكتور كمال الدين مرجوني والدكتور أحمد عبد الملك واستطاع أن ينهي دراسته ويحصل على درجة الدكتوراه سنة 2021.

## أعماله
أعلن محمد رزق شهاب عن تأسيس الجبهة الدفاعية الإسلامية (FBI) في 17 أغسطس 1998 كمنظمة إسلامية جماهرية مقرها جاكرتا. تقوم بالأمر بالمعروف والنهي عن المنكر مع القيام بخدمات اجتماعية مختلفة في أنحاء إندونيسيا.

### استشهادات
1. ↑  "Biografi Habib Rizieq". Renungan. مؤرشف من الأصل في 2020-10-12.
2. ↑  "Inilah Silsilah Habib Rizieq Shihab. Keturunan Ke-38 Nabi Muhammad?". Rumah123. مؤرشف من الأصل في 2023-03-14.
3. ↑  Pramono، Muhamad Fajar (2018). Phenomena of Habib Muhammad Rizieq Shihab in Islamic Leadership Politics in Indonesia (PDF). Indonesia: UNIDA Gontor. ص. 7. مؤرشف من الأصل (PDF) في 2021-01-27.
4. ↑  "Gelar Doktor Rizieq Shihab dari Universitas di Malaysia, Kok Bisa?". KOMPAS TV. مؤرشف من الأصل في 2021-05-14.
5. ↑  "Muhammad Rizieq Shihab". VIVA.co.id. مؤرشف من الأصل في 2020-10-12.

## روابط خارجية
- Berita Terkait Muhammad Rizieq Shihab (Habib Rizieq) - Warta Ekonomi.